# Morris Twenty-Five
Der Morris Twenty-Five war ein Fahrzeug der Oberklasse, das Morris 1936 als Nachfolger des Morris Twenty-One parallel zum einfacher ausgestatteten Isis 6 herausbrachte.
Das Fahrzeug besaß einen 6-Zylinder-OHV-Reihenmotor mit einer größeren Bohrung als die des Vorgängermodells mit 3485 cm³ Hubraum. Es war der größte je bei Morris gefertigte Motor. Er entwickelte 90,3 bhp (66,4 kW) und verlieh der Luxuslimousine eine Höchstgeschwindigkeit von 123 km/h.
1939 wurde die Produktion ohne Nachfolger eingestellt.